# Šťavelan železitý
Šťavelan železitý je organická sloučenina a železitá sůl kyseliny šťavelové. Bezvodá sůl je světle žlutá, může ale vytvářet několik různých hydrátů, například hexahydrát (Fe2(C2O4)3·6H2O), které jsou zelené.

## Struktura

### Tetrahydrát

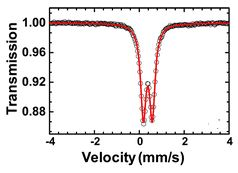
Mössbauerovo spektrum Fe_{2}(C_{2}O_{4})_{3}·4H_{2}O za pokojové teploty

Krystalová struktura tetrahydrátu (Fe2(C2O4)3·4H2O) byla určena v roce 2015. Sloučenina obsahuje triklinickou jednotkovou buňku tvořenou dvojicí atomů železa. Každý atom železa je navázán na kyslíkové atomy tří šťavelanových iontů a jedné molekuly vody za vzniku oktaedrické geometrie. Dva šťavelanové ionty, ležící v navzájem přibližně kolmých rovinách, jsou tetradentátní a propojují atomy železa do střídavých řetězců. Třetí šťavelan je bidentátní a spojuje atomy železa ze sousedních řetězců. Polovina molekul vody se nachází mezi těmito řetězci a není vázaná. Mössbauerovo spektrum Fe2(C2O4)3·4H2O ukazuje u železa izomerní posun 0,38 mm/s a kvadrupólové rozštěpení o hodnotě 0,40 mm/s, což naznačuje, že jde o vysokospinový oktaedrický komplex.

## Použití

### V zubním lékařství
Podobně jako mnoho dalších šťavelanů byl šťavelan železitý zkoumán ohledně možného využití při krátkodobé léčbě citlivosti zubů. Přidává se do některých zubních past, jeho účinnost je ale sporná.

### Fotografie
Šťavelan železitý se používá jako vrstva citlivá na světlo ve fotografické technice nazývané kallitypie.

### Elektrické články
Tetrahydrát šťavelanu železitého je možné použít jako materiál na kladné elektrody lithium-železných článků. Průměrný dosahovaný potenciál je 3,35 V a kapacita činí 98 mAh/g.

### Organická syntéza
Hexahydrát šťavelanu železitého se používá, ve spojení s tetrahydridoboritanem sodným, při radikálových Markovnikovovských hydrofunkcionalizacích alkenů.